# Sriwedari (Muntilan)
Sriwedari is een bestuurslaag in het regentschap Magelang van de provincie Midden-Java, Indonesië. Sriwedari telt 3194 inwoners (volkstelling 2010).